# دانشگاه دولتی کالمیک
دانشگاه دولتی کالمیک (به لاتین: Kalmyk State University) یک دانشگاه در روسیه است که در الیستا واقع شده‌است.